# Бора
Бора је име које има различита значења на различитим језицима. У Србији, ово је мушко име изведено од имена Боривоје, а у Словенији од имена Бор. У Турској је ово такође мушко име и има значење „ураган“. У Чешкој је ово женско име и представља облик (надимак) имена Барбара. У Албанији је такође женско и значи „шоу“, „представа“, „приказати“, а настало је од албанске речи borë. У Мађарској је ово изведено име од Борбала и има значење „странкиња“.

## Популарност
У јужној Аустралији је 2001. године ово име било на 564. месту по популарности.